# دهستان چرم
دهستان چرم، یکی از دهستان‌های بخش مرکزی شهرستان کلات در استان خراسان رضوی ایران است.

## جمعیت
براساس سرشماری عمومی نفوس و مسکن در سال ۱۳۹۵، جمعیت دهستان چرم برابر با ۳٬۶۸۸ نفر بوده‌است.